# Otto Lüderitz
Otto Lüderitz (* 2. März 1920 in Iserlohn; † 30. November 2015) war ein deutscher Immunologe.

## Leben und Werk
Lüderitz studierte ab 1940 Chemie an Universität Göttingen, wo er 1945 promoviert wurde. Nach Assistentenjahren an der Universität Göttingen (1945–1947) und Forschungsjahren auch in der Schweiz und den USA (1947–1962) wurde er 1963 Wissenschaftlicher Mitarbeiter am  Max-Planck-Institut für Immunbiologie in Freiburg im Breisgau. Dort wurde er dann 1965 zum Wissenschaftlichen Mitglied der Max-Planck-Gesellschaft und zum Direktor (bis 1988) am Max-Planck-Institut für Immunbiologie berufen.
Er erforschte mit seiner Gruppe den Aufbau von Lipopolysacchariden (LPS) als Oberflächenantigenen gramnegativer Bakterien aus Lipid A, Kernregion und Polysaccharidkette und zeigte, dass das Lipid-A-Teil als Endotoxin wirkt.
1965 erhielt er den Paul-Ehrlich-und-Ludwig-Darmstaedter-Preis.